# 372 (szám)
A 372 (római számmal: CCCLXXII) egy természetes szám.

## A szám a matematikában
A tízes számrendszerbeli 372-es a kettes számrendszerben 101110100, a nyolcas számrendszerben 564, a tizenhatos számrendszerben 174 alakban írható fel.
A 372 páros szám, összetett szám, kanonikus alakban a 22 · 31 · 311 szorzattal, normálalakban a 3,72 · 102 szorzattal írható fel. Tizenkettő osztója van a természetes számok halmazán, ezek növekvő sorrendben: 1, 2, 3, 4, 6, 12, 31, 62, 93, 124, 186 és 372.
Tizenötszögszám. Hatszögalapú piramisszám.
Előállítható 8 egymást követő prímszám összegeként: 31 + 37 + 41 + 43 + 47 + 53 + 59 + 61 = 372.
Érinthetetlen szám: nem áll elő pozitív egész számok valódiosztóösszeg-függvényeként.
A 372 négyzete 138 384, köbe 51 478 848, négyzetgyöke 19,28730, köbgyöke 7,19197, reciproka 0,0026882. A 372 egység sugarú kör kerülete 2337,34493 egység, területe 434 746,15777 területegység; a 372 egység sugarú gömb térfogata 215 634 094,3 térfogategység.